# Mingrélia
Mingrélia, Samegrelo (em georgiano: სამეგრელო), Ecrética (em latim: Ecretica; cf. Pompônio Mela I.19) ou Eguer Própria (em armênio: Առանձնակ Էգեր; romaniz.: Aṙanjnak Eger) é uma região histórica da porção oeste da atual Geórgia, o antigo país dos mingrélios. Segundo Suren Eremyan, seu nome armênio deve ser interpretado como equivalente a Lázica, o nome em grego medieval à Cólquida, e diz respeito aos egueres, outro nome pelo qual os mingrélios eram conhecidos. Administrativamente, a Mingrélia é incorporada junto com a porção norte da província montanhosa vizinha de Suanécia para formar a região de Mingrélia-Alta Suanécia, cuja capital e principal cidade é Zugdidi.